# Joseph Kollamparambil
Joseph Kollamparambil (* 22. September 1955 in Chennai) ist ein indischer syro-malabarischer Geistlicher und Weihbischof in Shamshabad.

## Leben
Joseph Kollamparambil trat in das Knabenseminar Good Shepherd in Palai ein. Anschließend studierte er Philosophie und Theologie am Priesterseminar St. Thomas in Vadavathoor. Nach weiteren Studien wurde er an der Mahatma Gandhi University in Kottayam in Politikwissenschaft promoviert und empfing am 18. Dezember 1981 das Sakrament der Priesterweihe für das Bistum Palai.
Neben verschiedenen Aufgaben in der Pfarrseelsorge leitete er das diözesane Pastoralinstitut und war in der Priesterausbildung sowie in der Lehrerbildung tätig. Von 2003 bis 2011 leitete er das St. George College in Aruvithura. Außerdem war er bischöflicher Rat, Mitglied des Wirtschaftsrats sowie Synkellos des Bistums Palai. Ab 2019 war er Beauftragter der Eparchie Shamshabad für die Mission im Bundesstaat Gujarat.
Am 25. August 2022 bestätigte Papst Franziskus seine durch die Synode der syro-malabarischen Bischöfe erfolgte Wahl zum Weihbischof in Shamshabad und ernannte ihn zum Titularbischof von Bencenna. Der Großerzbischof von Ernakulam-Angamaly, George Kardinal Alencherry, spendete ihm und dem mit ihm ernannten Weihbischof Thomas Padiyath am 9. Oktober desselben Jahres in der CKR and KTR Convention Hall in Badangpet die Bischofsweihe. Mitkonsekratoren waren der Erzbischof von Changanacherry, Joseph Perumthottam, und der Bischof von Shamshabad, Raphael Thattil.